# Welykyj Bujalyk
Welykyj Bujalyk (ukrainisch Великий Буялик) ist ein Dorf in der ukrainischen Oblast Odessa mit 1694 Einwohnern (2004).

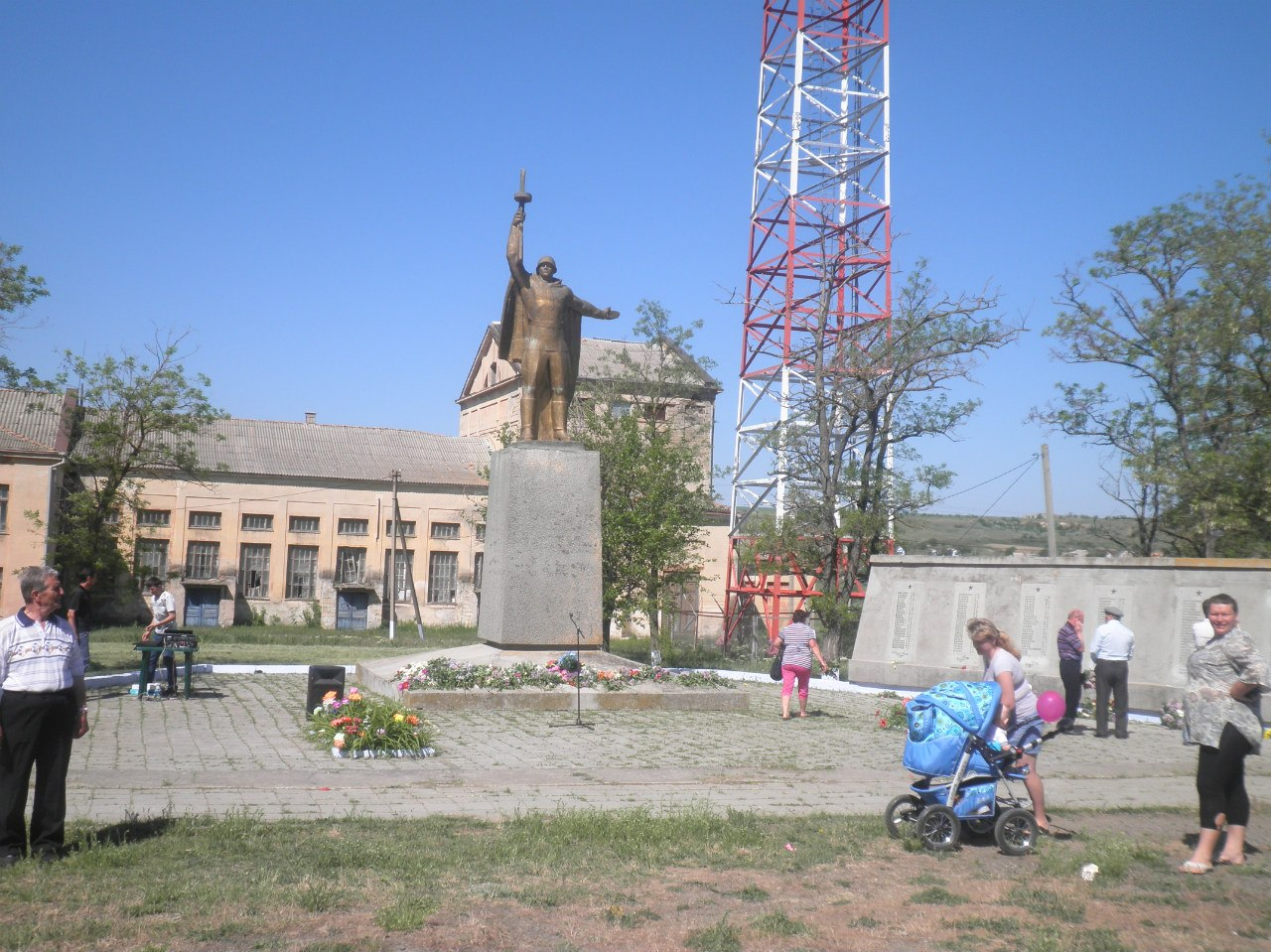
Kriegerdenkmal in Welykyj Bujalyk

Welykyj Bujalyk liegt am Ufer der Koschkowa (Кошкова), eines 53 km langen linken Nebenflusses des Welykyj Kujalnyk, das Dorf wurde 1802 von Siedlern aus Bulgarien gegründet, die aus dem Osmanischen Reich geflüchtet waren. 1923 wurde es nach dem bulgarischen Politiker Dimityr Blagoew in Blahojewe umbenannt. 2016 erhielt das Dorf im Zuge der Dekommunisierung in der Ukraine wieder seinen alten Namen.
Am 13. August 2018 wurde das Dorf zum Zentrum der neugegründeten Landgemeinde Welykyj Bujalyk (Великобуялицька сільська громада/Welykobujalyzka silska hromada). Zu dieser zählten auch noch die zwei in der untenstehenden Tabelle aufgelistetenen Entitäten, bis dahin bildete es die gleichnamige Landratsgemeinde Welykyj Bujalyk (Великобуялицька сільська рада/Welykobujalyzka silska rada) im Osten des Rajons Iwaniwka.
Seit dem 17. Juli 2020 ist sie ein Teil des Rajons Beresiwka.
Folgende Orte sind neben dem Hauptort Welykyj Bujalyk Teil der Gemeinde:
| Name                     | Name       | Name                  |
| ukrainisch transkribiert | ukrainisch | russisch              |
| ------------------------ | ---------- | --------------------- |
| Bujalyk                  | Буялик     | Петровка (Petrowka)   |
| Uljaniwka                | Улянівка   | Ульяновка (Uljanowka) |